# 平針村
平針村（ひらばりむら）は、愛知県愛知郡にあった村。現在の名古屋市天白区の一部にあたる。

## 地理
天白川の中流左岸に位置していた。

## 歴史
- 江戸時代は尾張藩領、鳴海代官所支配であった[2]。
- 1889年（明治22年）10月1日、町村制の施行により、愛知郡平針村が単独で村制施行し、平針村が発足[1][2]。大字は編成せず[2]。
- 1906年（明治39年）5月10日、愛知郡植田村、島野村、弥富村（一部）と合併し、天白村を新設して廃止された[1][2]。合併後、天白村平針となる[2]。

### 地名の由来
平針の針は開墾の墾＝治にちなむ。

## 産業
- 農業、養蚕[2]

## 教育
- 1873年（明治6年）小学観道学校開校[2]。1876年（明治9年）平池学校に改称[2]。1887年（明治20年）尋常小学平針学校（現名古屋市立平針小学校）に改称[2]。